# Robert Römer
Pour les articles homonymes, voir Römer.
Robert Römer, né le 1er mai 1823 à Stuttgart et mort le 28 octobre 1879 à Stuttgart, est un juriste et homme politique wurtembergeois.

## Biographie
Römer est le fils de l'homme politique Friederich Römer. Il étudie au lycée de Stuttgart, puis le droit à Tübingen et à Heidelberg. À Tübingen, il fait partie à partir de 1842 du Corps Suevia Tübingen (de). Il est docteur en droit puis il est avocat à Stuttgart. Il devient Dozent en 1852. En 1856, il est nommé professeur extraordinaire puis ordknaire en 1857 à l'université de Tübingen. Il enseigne entre autres le droit romain et le droit privé du Wurtemberg. Un certain nombre de ses ouvrages juridiques ont été appréciés par des collègues contemporains. Entre 1871 et 1879, il est juge au tribunal de commerce suprême du Reich de Leipzig.
Mais c'est surtout dans le domaine politique qu'il se distingue. Entre 1864 et 1871, il succède à son père en tant que député pour la circonscription de Geislingen à la deuxième chambre du parlement de Wurtemberg. Il est cofondateur du Parti allemand du royaume de Wurtemberg et se prononce dès 1866 pour l'unité allemande dans la vision de la Petite Allemagne (c'est-à-dire sans l'Autriche). En raison de son recours devant le tribunal supérieur de commerce de Leipzig, il renonce à son mandat au parlement du Land de Wurtemberg.
Au cours des deux premières périodes électorales de 1871 à 1877, Römer se présente pour la circonscription Wurtemberg 14 (Ulm, Heidenheim, Geislingen (de)) au Reichstag. Il n'a rejoint aucune faction, mais est resté un libéral indépendant. Au Reichstag, il a fait campagne, entre autres, pour la réglementation légale du Reich sur l'inamovibilité et la non-transférabilité des juges. Il adhère aussi au Kulturkampf de Bismarck.
Il partage le point de vue selon lequel le Parti du Centre ne reconnaîtrait pas l'Empereur, mais le Pape comme autorité suprême. Römer a intensifié la rhétorique de ce conflit avec la question « Rome ou l'Allemagne ».
Le 30 novembre 1878, il est victime d'un accident vasculaire cérébral et tombe malade

## Quelques publications
- Das Erlöschen des klägerischen Rechts nach der Einleitung des Prozesses in seinem Verhältnis zum Endurteil. Ein geschichtlicher und dogmatischer Beitrag. Stuttgart 1852, Digitalisat
- Die Beweislast hinsichtlich des Irrtums nach gemeinem Civilrecht und Prozeß. Stuttgart 1852, Digitalisat
- Die bedingte Novation nach dem römischen und heutigen Recht. Tübingen 1863, Digitalisat